# Paul Oskar Schuster
Paul Adolf Oskar Schuster (* 10. Januar 1888 in Peine; † 11. Juni 1971 in Leer) war ein deutscher Politiker der NSDAP und später der CDU. Er war von 1955 bis 1963 Abgeordneter im Landtag von Niedersachsen sowie von 1957 bis 1959 dessen Präsident.

## Leben
Schuster besuchte das Gymnasium in Goslar und absolvierte nach dem Abitur ein Studium der Staats- und Rechtswissenschaften an den Universitäten in Heidelberg, Leipzig und Göttingen. In Heidelberg war er Mitglied des Corps Vandalia. 1909 machte er sein Referendarexamen und ab 1911 war er Regierungsreferendar in Schleswig. Von 1914 bis 1918 befand er sich im Ersten Weltkrieg. Nach seiner Rückkehr war er ab 1920 als Regierungsassessor im Preußischen Ministerium des Innern in Berlin tätig.
Von 1921 bis 1934 war er Landrat des Kreises Cammin in Pommern. Seit dem 1. Mai 1933 war er Mitglied der NSDAP, Mitgliedsnummer 3.064.584. Danach war er bis 1945 Generaldirektor der Mitteldeutschen Landesbank-Girozentrale für die Provinz Sachsen, Thüringen und Anhalt in Magdeburg. Von 1946 bis 1947 war er im Aufbauministerium in Hannover tätig und von 1948 bis 1955 war Schuster Oberkreisdirektor des Kreises Leer. Danach folgte sein Einzug in den Niedersächsischen Landtag, dem er in der dritten und vierten Wahlperiode, also vom 6. Mai 1955 bis zum 5. Mai 1963 angehörte. Von 1957 bis 1959 war Schuster Präsident des Niedersächsischen Landtag, von 1959 bis zu seinem Ausscheiden war er Vorsitzender des Ausschusses für innere Verwaltung.
Schuster war seit 1919 mit Maria Lömpcke, Tochter des Verwaltungsbeamten Albert Lömpcke, verheiratet und hatte vier Töchter.